# Aeroportul Perth
Aeroportul Perth (IATA: PER, ICAO: YPPH) este un aeroport din City of Belmont⁠(d), Australia de Vest, Australia ce deservește zona Perth. Aeroportul a fost tranzitat în 2022 de 8.367.618 pasageri. A fost numit după zona deservită.
Situat la o altitudine de 20 m, aeroportul dispune de 2 piste.

## Infrastructură

### Piste
Aeroportul dispune de 2 piste. Pista 03/21 are suprafața de asfalt și dimensiunile 3.444 m × 45 m. Pista 06/24 are suprafața de asfalt și dimensiunile 2.163 m × 45 m. 